# Lijst van voetbalinterlands Australië - Maleisië
Deze lijst van voetbalinterlands is een overzicht van alle officiële voetbalwedstrijden tussen de nationale teams van Australië en Maleisië. De landen speelden tot op heden zeven keer tegen elkaar. De eerste ontmoeting, een vriendschappelijke wedstrijd, werd gespeeld in Ipoh op 7 december 1965. Het laatste duel, eveneens een vriendschappelijke wedstrijd, vond plaats op 7 oktober 2011 in Canberra.

## Wedstrijden
| № | Plaats       | Datum            | Competitie        | Wedstrijd            | Uitslag |
| - | ------------ | ---------------- | ----------------- | -------------------- | ------- |
| 1 | Ipoh         | 7 december 1965  | Vriendschappelijk | Maleisië – Australië | 0 – 1   |
| 2 | Ipoh         | 8 december 1965  | Vriendschappelijk | Maleisië – Australië | 0 – 3   |
| 3 | Saigon       | 12 november 1967 | Vriendschappelijk | Australië – Maleisië | 1 – 0   |
| 4 | Kuala Lumpur | 26 november 1967 | Vriendschappelijk | Maleisië – Australië | 0 – 4   |
| 5 | Singapore    | 14 oktober 1982  | Vriendschappelijk | Australië – Maleisië | 5 – 0   |
| 6 | Jakarta      | 11 augustus 1992 | Vriendschappelijk | Maleisië – Australië | 1 – 0   |
| 7 | Canberra     | 7 oktober 2011   | Vriendschappelijk | Australië – Maleisië | 5 – 0   |

## Samenvatting
| Competitie        | Totaal gespeeld | Winst Australië | Gelijk | Winst Maleisië | Doelsaldo Australië – Maleisië |
| ----------------- | --------------- | --------------- | ------ | -------------- | ------------------------------ |
| Vriendschappelijk | 7               | 6               | 0      | 1              | 22 − 1                         |
| Totaal            | 7               | 6               | 0      | 1              | 22 − 1                         |

Wedstrijden bepaald door strafschoppen worden, in lijn met de FIFA, als een gelijkspel gerekend.